# Caldwellia imperfecta
Caldwellia imperfecta е вид охлюв от семейство Euconulidae. Видът е уязвим и сериозно застрашен от изчезване.

## Разпространение
Разпространен е в Мавриций и Реюнион.